# Rudozem
Rudozem (în bulgară Рудозем) este un oraș în partea de sud a Bulgariei, la granița cu Grecia. Aparține de  Obștina Rudozem, Regiunea Smolian.

## Demografie
Componența etnică a orașului Rudozem
     Bulgari (66,54%)
     Nicio identificare (29,86%)
     Altele (4,46%)
La recensământul din 2011, populația orașului Rudozem era de 3.763 locuitori. Din punct de vedere etnic, majoritatea locuitorilor (66,54%) erau bulgari. Pentru 29,86% din locuitori nu este cunoscută apartenența etnică.